# Corona Imperial de Rusia

La Corona Imperial de Rusia.

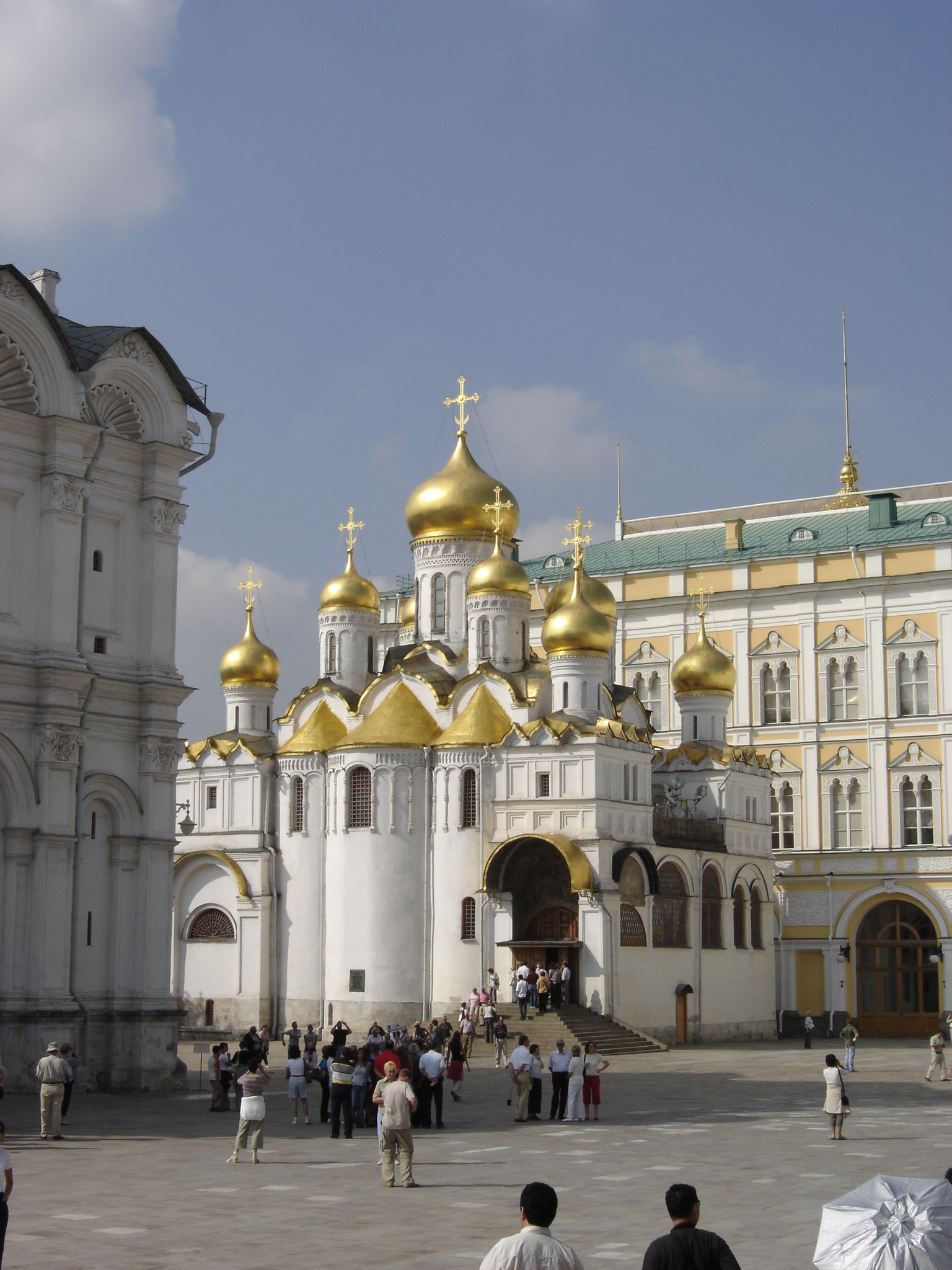
Catedral de la Anunciación (Moscú).

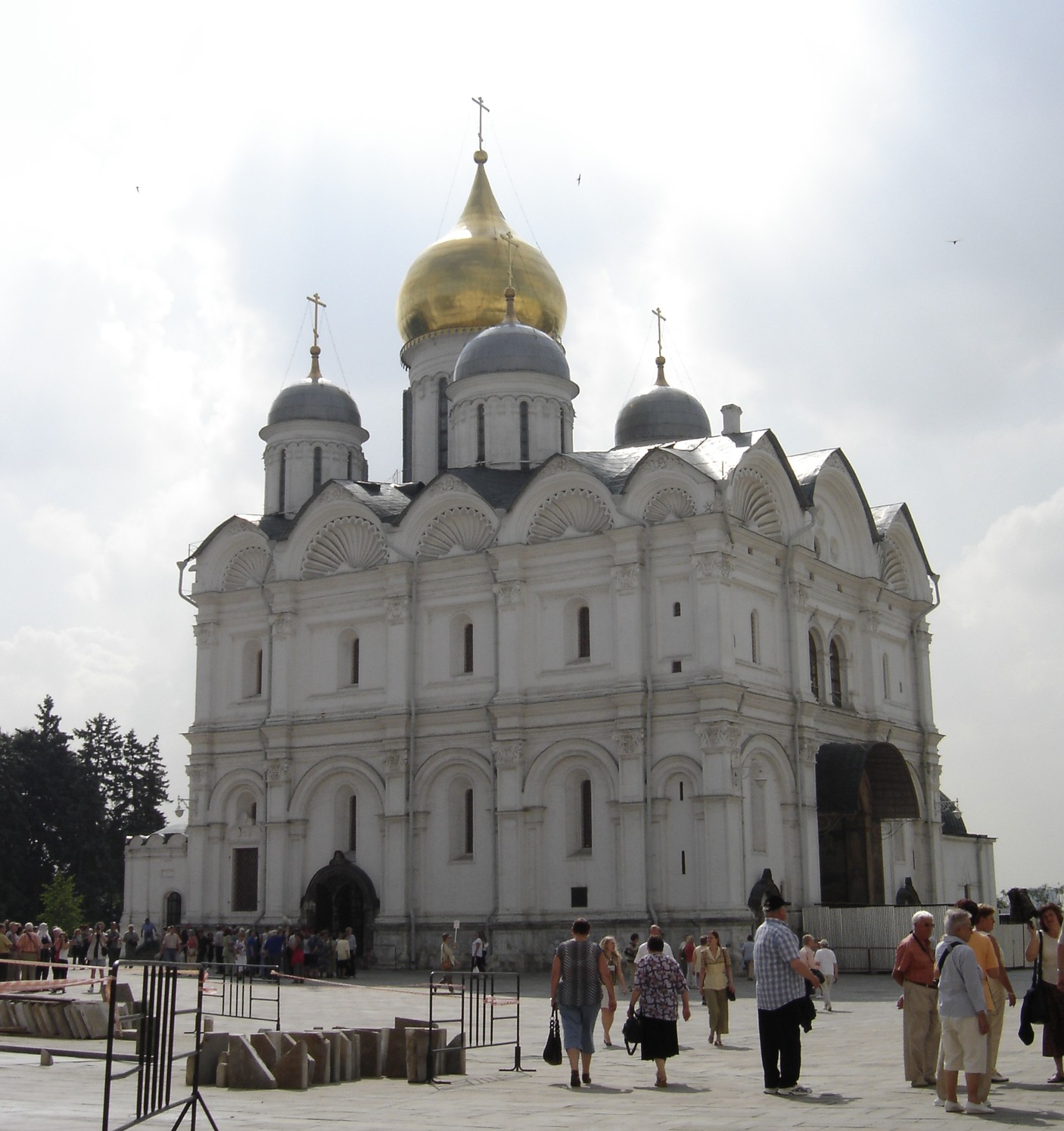
Catedral del Arcángel Miguel (Moscú) vista desde la plaza de la catedrales.

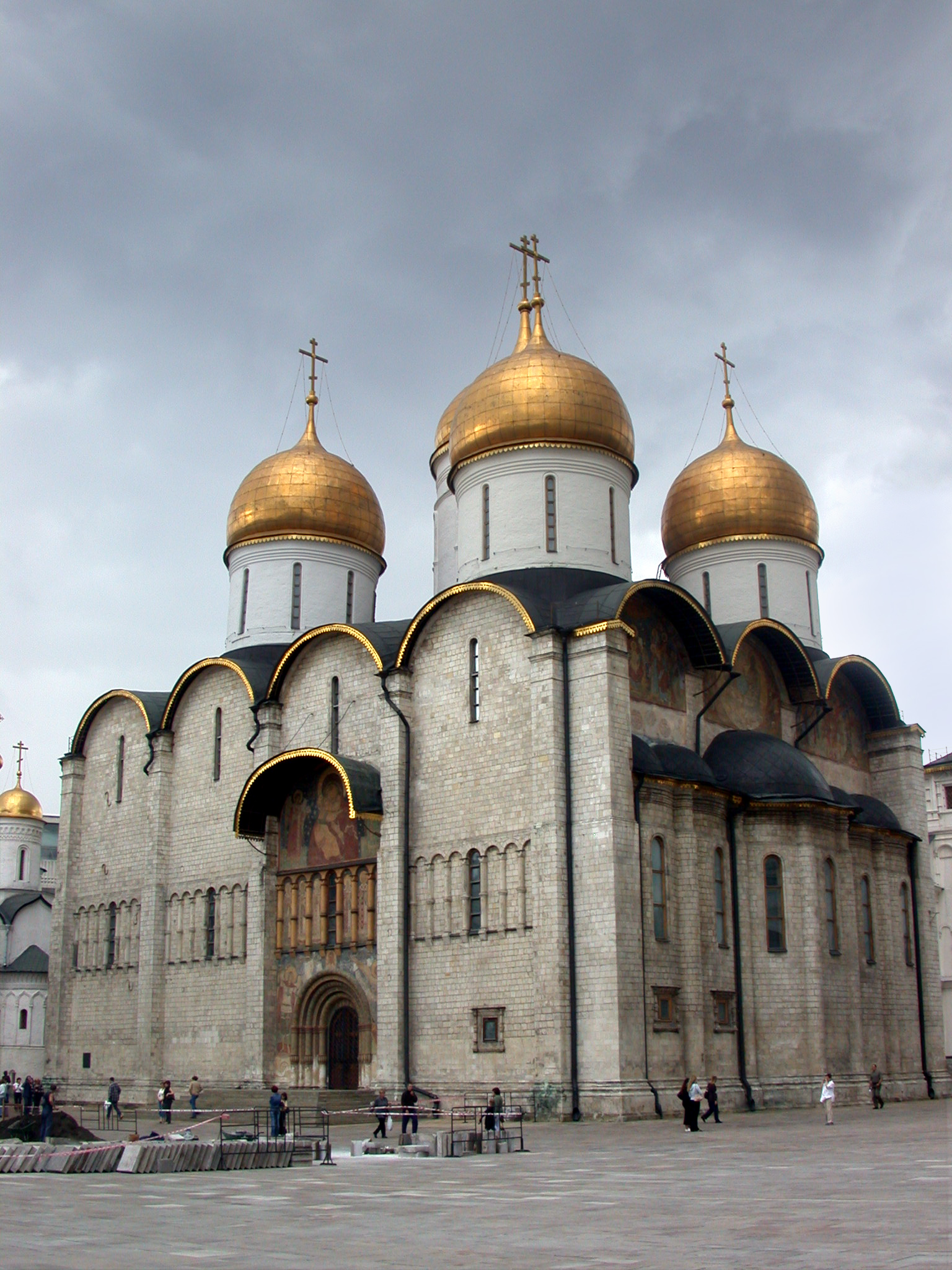
Catedral de la Dormición (Moscú).

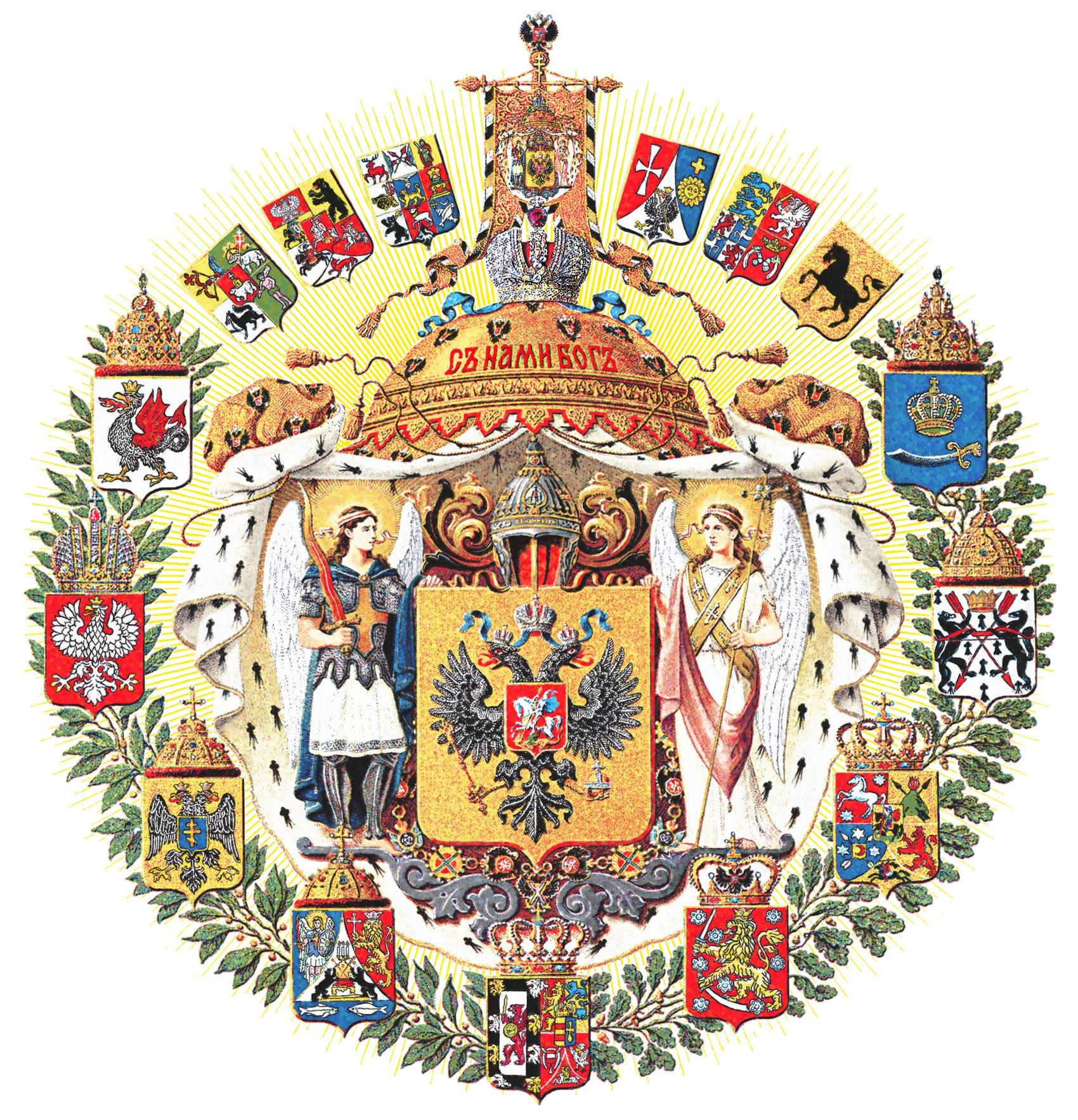
Gran escudo del Imperio Ruso.

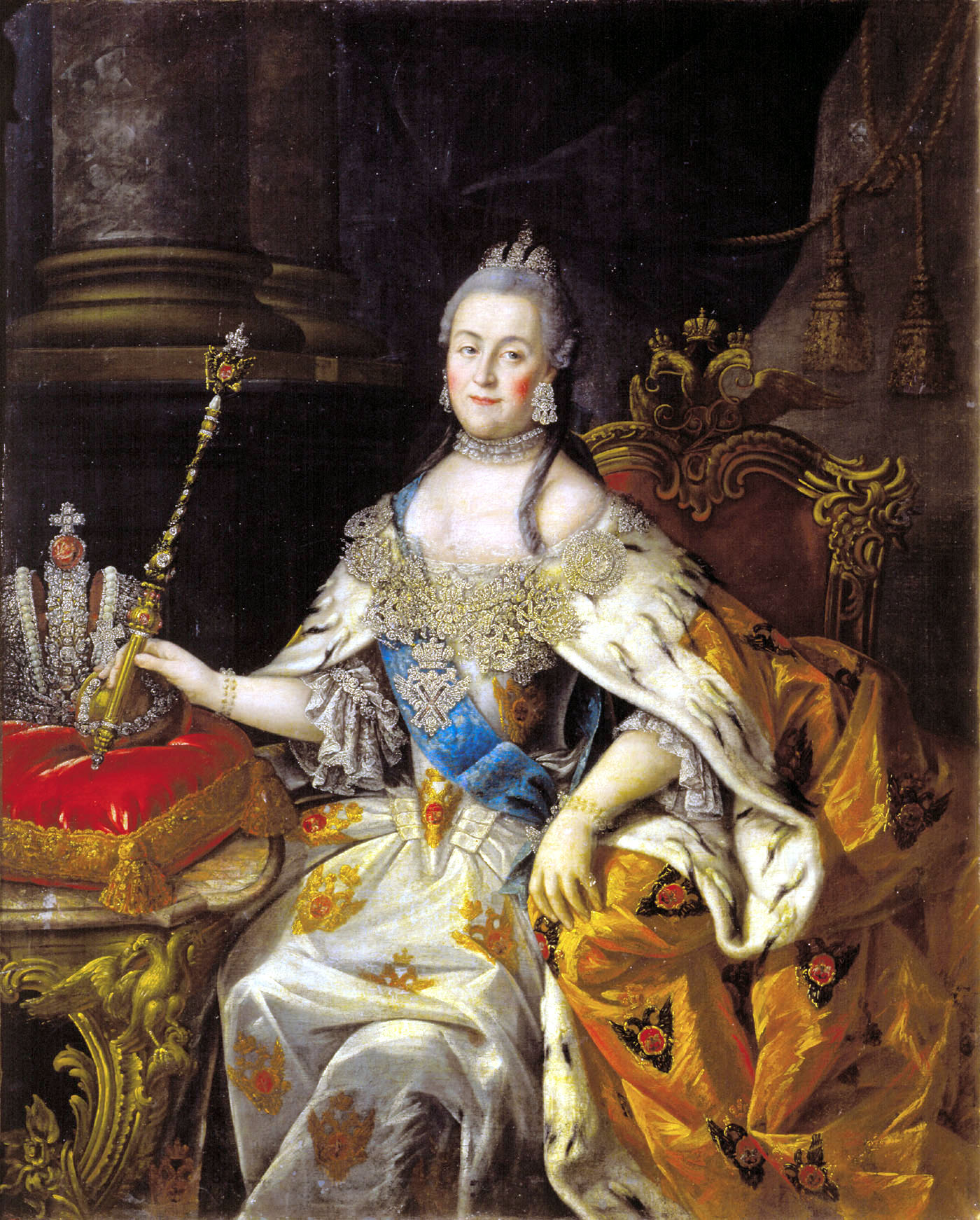
Catalina la Grande con la Gran Corona Imperial y el Cetro Imperial con el diamante Orlov. Pintada por Alekséi Antrópov,

Escudo de armas de San Petersburgo, Rusia.

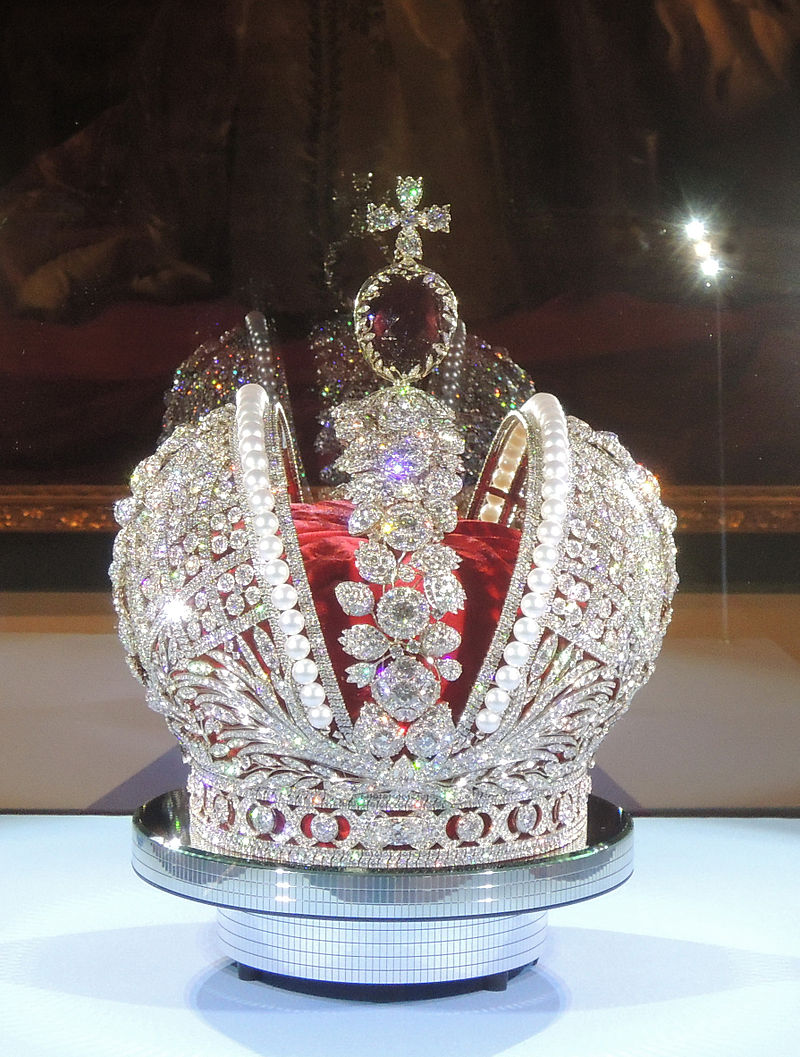
Réplica de la Corona Imperial.

La Corona Imperial de Rusia, o Gran Corona Imperial, es la corona que sirvió para coronar a los soberanos del Imperio ruso desde  Catalina II de Rusia hasta la coronación de Nicolás II de Rusia en 1896. Nicolás II utilizó la corona por última vez durante la ceremonia de la apertura de la I Duma Estatal en 1906. Fue uno de los símbolos del poder imperial, presente en escudos y sellos oficiales hasta 1917. Tras la disolución de la Unión Soviética la Corona fue nuevamente usada en distintos escudos, entre ellos el de la propia Rusia (que recuperó todos los atributos monárquicos) o el de la ciudad de San Petersburgo.
Hoy en día está exhibida en el Fondo de Diamantes de la Armería del Kremlin, en Moscú.

## Antecedentes
En 1613, cuando Miguel Románov, primer zar de la dinastía Románov fue coronado, las regalías rusas incluían una cruz pectoral, una cadena de oro, un gran collar ceremonial, el Gorro de Monómaco, el cetro y el orbe. A lo largo de los siglos, varios zares ordenaron sus propias coronas, generalmente tomando como modelo el Gorro de Monómaco, pero eran para uso personal, no para la coronación.
En 1719, el zar Pedro "el Grande" fundó la primera versión de lo que hoy conocemos como el Fondo de Diamantes de Rusia. Pedro había visitado otras naciones europeas, y había introducido muchas innovaciones a Rusia, una de las cuales fue la creación de un fondo permanente (фонд) para albergar una colección de joyas que no pertenecían a la familia Románov, sino al Estado ruso. Pedro colocó todas las regalías en este fondo y declaró que el tesoro era inviolable, y no podía ser alterado, vendido o regalado - y también decretó que cada emperador o emperatriz debía dejar un cierto número de piezas adquiridas durante su reinado al Estado, para la gloria permanente del Imperio ruso.

## Elaboración

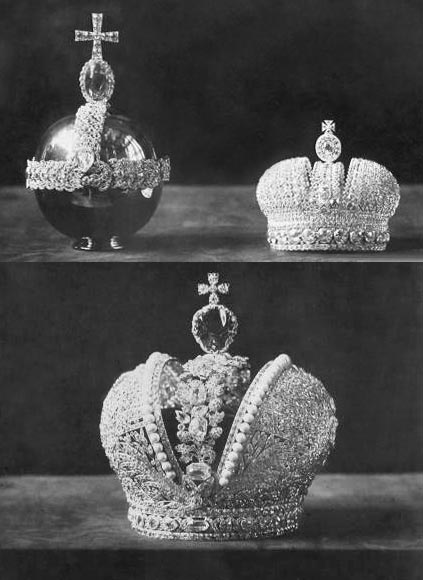
Joyas de la corona rusas

Cuenta con 4936 diamantes dispuestos en toda la superficie de la corona. La corona también está decorada con una de las siete rocas históricas de la colección rusa: la preciosa espinela roja que culmina la corona y que cuenta con un peso de 398,72 quilates (79,744 g). Esta fue llevada a Rusia por Nicholas Spafary, el enviado ruso a China desde 1675 hasta 1678. Se cree que es la segunda espinela más grande en el mundo.
La forma de la corona se basa en una concepción medieval bizantina: En la parte inferior; la corona propiamente dicha, el anillo que toca la cabeza del soberano. En la parte superior dos medias esferas, llamadas la mitra, en representación de las regiones oriental y occidental del Imperio Romano (y por extensión, en representación de los dos continentes que abarcó la Rusia Imperial), los bordes de cada una de esas partes está decorada de perlas. En medio de las dos partes pasa un arco formado por hojas de laurel de diamantes, esta representa el poder temporal de la monarquía. Dicho arco está rematado por la gran espinela. La espinela, a su vez, es rematada por una Cruz de diamantes, en representación de la fe cristiana del soberano y del imperio. Al interior de la corona se encuentra un terciopelo rojo, que de la misma manera que la espinela, es una referencia a la púrpura de los emperadores romanos. La corona tiene un peso de 1.993,80 gramos.
Hay también una corona muy similar, pero más pequeña, destinada a la zarina.
En 1900 el joyero Carl Fabergé hizo una copia en miniatura de las diferentes piezas de la coronación sobre un pedestal de mármol. Estas miniaturas están hoy en día en el Museo del Hermitage.

## Coronación
A raíz de la tradición de los emperadores bizantinos, el Zar de Rusia se colocaba él mismo la corona en la cabeza. El poder imperial se consideró hasta el final como venido directamente de Dios. La ceremonia era presidida por el metropólita ruso.
Según el escritor francés de origen ruso Henri Troyat, experto en historia rusa y particularmente en biografías de los zares, la coronación se desarrollaba como sigue, tomando como ejemplo una coronación de la que se dispone de mucha información; la de Alejandro III de Rusia:
La pareja imperial, como sus ancestros, pasaba la última noche antes de la coronación en el Palacio Teremnói. De allí salen por la escalera roja y se dirigen a pie hacia la Catedral de la Dormición del otro lado de la plaza, bajo un palio ricamente adornado y portado por dieciséis edecanes.
La ceremonia fue presidida por los metropolitanos de Moscú, Nóvgorod y Kiev que recibían en la entrada de la catedral de la Ascensión a la pareja imperial, conduciéndolos hasta el medio de la nave, donde estaban dispuestos los tronos de la coronación de los primeros zares de la dinastía. El estrado un poco más alto estaba rodeado de tres tribunas, una para la familia imperial, otra para los príncipes extranjeros y los diplomáticos y la tercera para altos dignatarios rusos. Invitado por uno de los prelados el zar pronuncia el Credo de Nicea como profesión de fe, y después de una invocación del Espíritu Santo y una letanía, el emperador reviste la púrpura, inclina la cabeza para recibir la bendición que hace de él el elegido de Dios para gobernar la santa Rusia. Finalmente el metropolitano le ofrece la corona sobre un cojín. una vez que el zar mismo se corona y el oficiante exclama:
"El pueblo, temeroso de Dios, absoluto y poderoso Señor, te reconoce como Zar de Toda Rusia, con este visible y tangible adorno sobre la cabeza, que es un símbolo elocuente de que eres la cabeza de todo el pueblo ruso, coronado por el Rey de reyes, Cristo, con una gran bendición, viendo que Él te otorga toda la autoridad sobre su pueblo."
Luego el zar se sienta en el trono e invita a acercarse a la zarina; esta se arrodilla ante el zar y su esposo le roza la cabeza con su propia corona, como para asociarla a su propio reino. Enseguida se vuelve a coronar a sí mismo y hace venir la corona de la zarina y se la coloca. Finalmente recibe el cetro y el orbe de manos del celebrante. En ese momento comienza un himno de alegría y se da inicio a la misa propiamente dicha.
Luego de la misa, las puertas del iconostasio se abren ante el zar que penetra, mientras que la zarina permanece al exterior, ya que ninguna mujer puede entrar en el iconostasio. El emperador, al interior comulga bajo las dos especies, el vino y el pan, y lo mismo hace al exterior la emperatriz. La ceremonia se acaba con un impresionante concierto de campanas lanzadas al vuelo en todas las iglesias de la capital. Enseguida la pareja abandona la catedral y se dirige a la Catedral del Arcángel Miguel. Para terminar, se celebra un banquete en el salón del trono del Palacio de las Facetas (Granovítaia Palata).
La última ocasión en que la Gran Corona Imperial fue oficialmente utilizada fue en la apertura de la Duma de estado en 1906.

## Guardada en Irlanda
Tras la Revolución de Octubre la nueva República Rusa, que faltaba enormemente de fondos necesarios para su mantenimiento en el poder, solicitó un préstamo de la República de Irlanda, cuyo ministro de hacienda, Michael Collins, se había ganado un renombre internacional por su recaudación de fondos para el Estado irlandés.
Las Joyas de la Corona fueron utilizados como garantía por la República Soviética de un préstamo de $ 25 000 de la República de Irlanda. La transferencia se realizó en la ciudad de Nueva York entre el jefe de la Oficina Soviética (de facto embajada) en los Estados Unidos Ludwig Martens, y el enviado irlandés en los Estados Unidos, Harry Boland. Cuando Boland regresó a Irlanda las joyas se mantuvieron en la casa de su madre, Kathleen O'Donovan Boland, en la ciudad de Dublín durante la Guerra Anglo-irlandesa. Boland, que murió durante la Batalla de Dublín, encargó a su madre de mantener las joyas ocultas del Estado Libre de Irlanda hasta que los republicanos regresaron al poder. La Sra. Boland O'Donovan envió las joyas al Gobierno irlandés en 1938. Las joyas fueron colocadas en una caja fuerte por el Gobierno y rápidamente dejaron de ser tenidas en consideración.
El conjunto de joyas vuelve a salir a flote en 1948, cuando el gobierno dirigido por John A. Costello, pretendió venderlas en subasta pública en Londres. Sin embargo, tras la celebración de consultas en cuanto a su situación jurídica, y las negociaciones con el embajador soviético, se organizó devolverlas a la Unión Soviética a cambio de la suma de las $ 25 000 en préstamo originalmente en 1920. Las joyas, finalmente, regresan a Moscú en 1950.

## Uso heráldico
La Corona Imperial aparecía en el escudo grande del Imperio ruso (Большой государственный герб Российской Империи), en el escudo de Estado mediano (Средний государственный герб Российской Империи), y en el escudo de Estado pequeño (Малый государственный герб Российской Империи).
La corona también figuraba en el escudo de armas de Polonia, durante el periodo en que fue un estado títere gobernado por el Imperio ruso (1814-1915).
La corona imperial y los cetros cruzados aparecen aún hoy en día en el escudo de armas de la ciudad de San Petersburgo.
Desde la caída de la Unión Soviética la Corona Imperial figura de nuevo en el escudo de Rusia. Este hecho fue refrendado por el gobierno de Vladímir Putin el 20 de diciembre de 2000.